# Carlos Kirmayr
Carlos Kirmayr (n. 23 de septiembre de 1950 en São Paulo) es un exjugador profesional de tenis brasileño.
Representó a su país en Copa Davis durante 15 años y fue el mejor tenista de su país durante 5 años en los años 1970. Su especialidad fue el dobles donde conformó una gran dupla junto a su compatriota Cassio Motta con quien alcanzaron el puesto N.º5 en el ranking mundial de la especialidad. En esta modalidad alcanzó 28 finales de las que ganó 10.
En individuales alcanzó 5 finales de torneos de ATP pero no pudo ganar en ninguna de ellas. En su carrera venció a jugadores de la talla de Ilie Nastase, Ivan Lendl y John McEnroe. En 1981 alcanzó el puesto N.º36 del ranking, el más alto de su carrera.
Tras su retiro ocupó el cargo de capitán de Copa Davis de su país y se destacó por ser entrenador de la tenista argentina Gabriela Sabatini durante 5 años, en los que la llevó a ganar su único torneo de Grand Slam y una Copa Masters. También fue entrenador del francés Cédric Pioline y de la aragonesa Conchita Martínez, a quien llevó hasta el número 2 mundial bajo su tutela.

## Torneos ATP

### Finalista en individuales
| Leyenda                |
| Grand Slam (0)         |
| Tennis Masters Cup (0) |
| ATP Tour (5)           |

| N.º | Fecha | Torneo       | Superficie    | Oponente en la final | Resultado   |
| --- | ----- | ------------ | ------------- | -------------------- | ----------- |
| 1.  | 1976  | Santiago     | Tierra batida | José Higueras        | 7-5 4-6 4-6 |
| 2.  | 1979  | El Cairo     | Tierra batida | Peter Feigl          | 5-7 6-3 1-6 |
| 3.  | 1980  | Bogotá       | Tierra batida | Dominique Bedel      | 4-6 6-7     |
| 4.  | 1981  | Forest Hills | Tierra batida | Eddie Dibbs          | 3-6 2-6     |
| 5.  | 1982  | Guaruja      | Tierra batida | Van Winistky         | 3-6 3-6     |